# Hankyū série 9300
La série 9300 (9300系, 9300-kei) de Hankyu est un type de rame automotrice exploitée depuis 2003 par la compagnie Hankyu au Japon.

## Description
La série 9300 est construite par Hitachi sur la base du modèle A-train, c'est-à-dire structure simple à panneaux doubles d'aluminium minimisant le nombre d'éléments et accélérant les lignes de montage.
Tout en étant conforme à la majorité du matériel suburbain japonais, elle a la particularité de circuler sur une ligne à écartement standard.
Une rame comporte huit voitures dont trois sont motrices (soit douze moteurs de 200 kW).

## Histoire
La série 9300 a effectué son service inaugural le 14 octobre 2003, sur la ligne Kyoto de la compagnie, entre la gare d'Umeda à Osaka et la gare de Kawaramachi à Kyoto.

## Services
Les rames de la série 9300 circulent sur la ligne Hankyu Kyoto, principalement sur des services limited express.

## Galerie photos

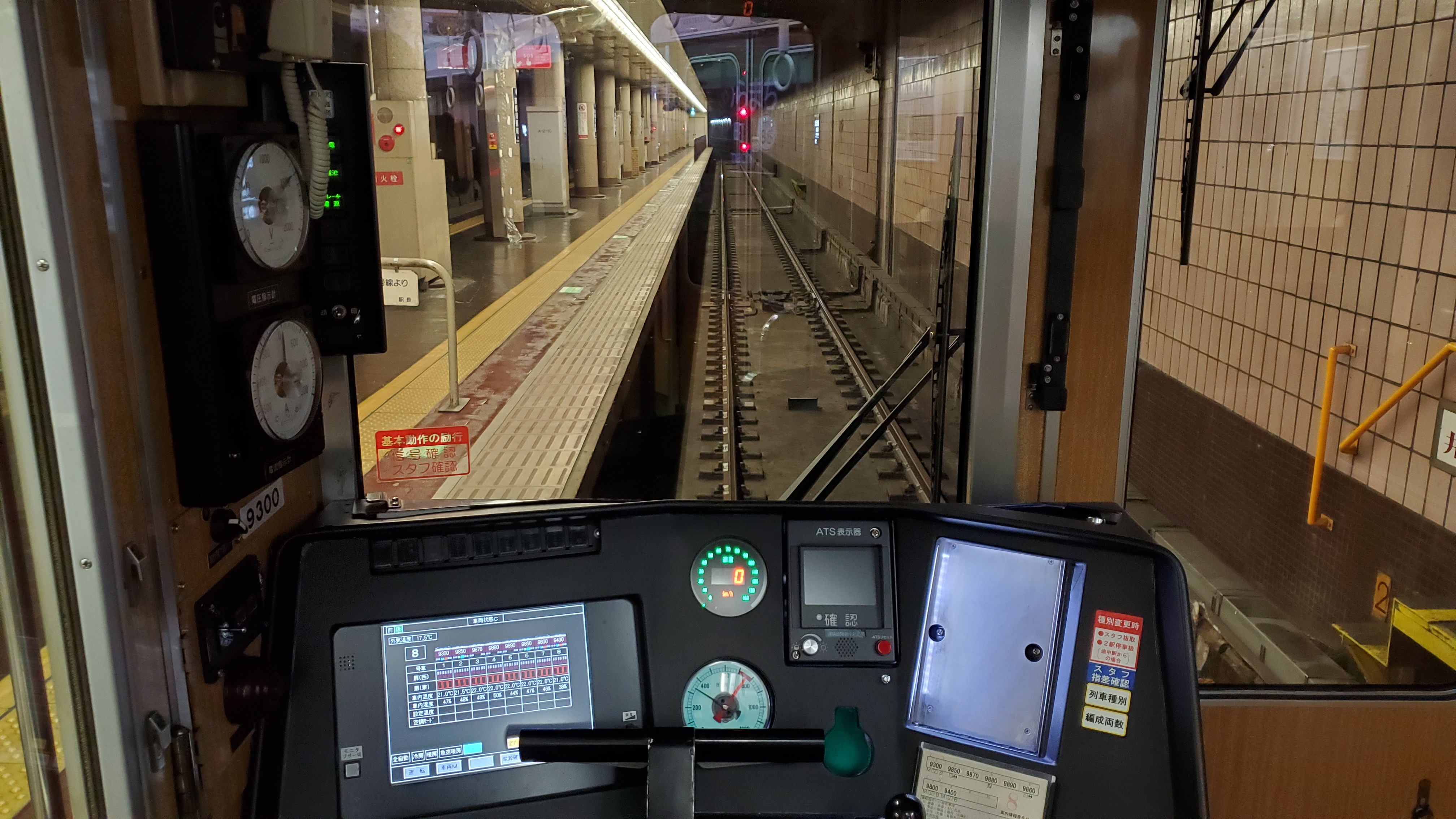
Cabine de conduite.
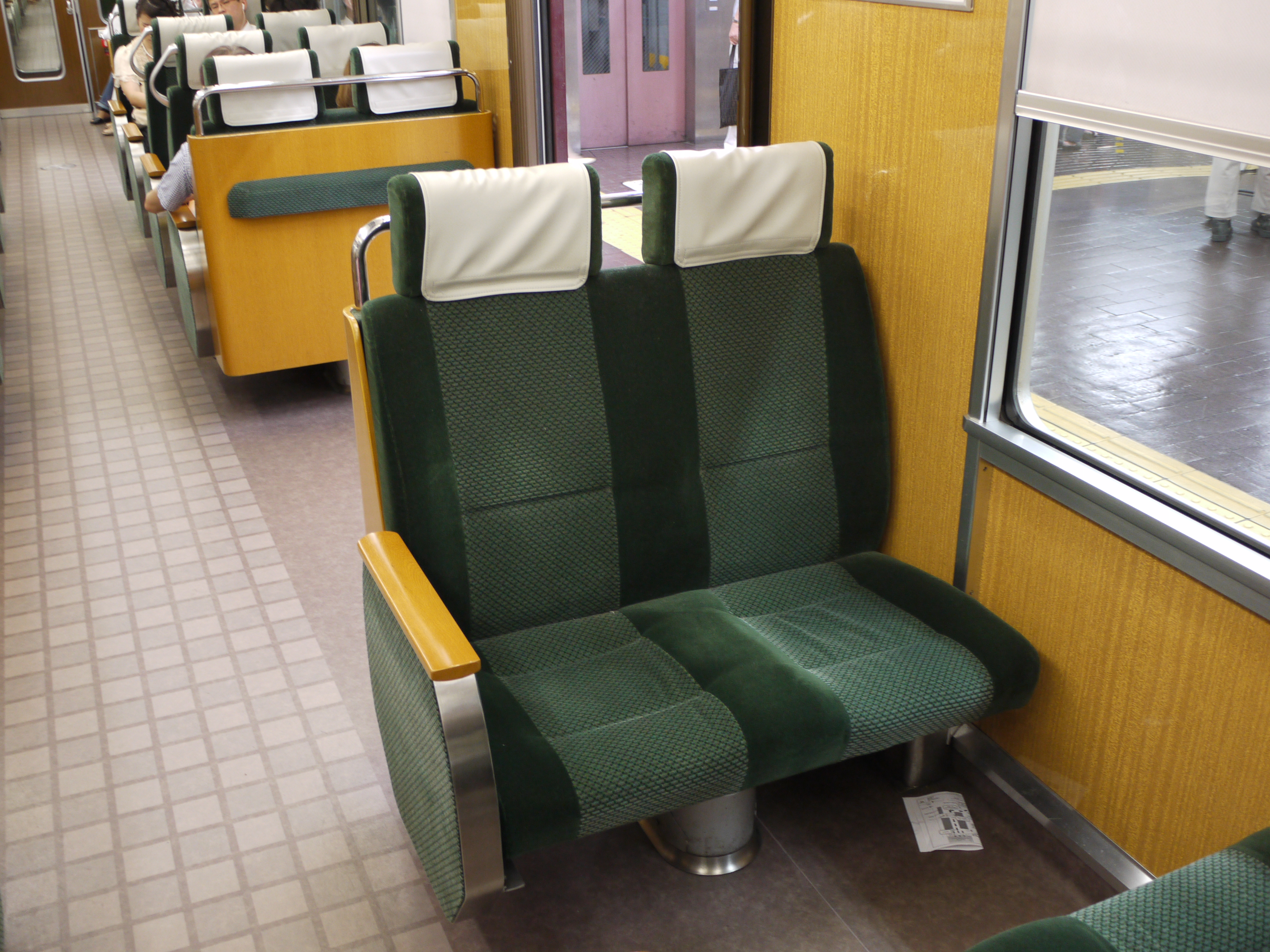
Intérieur de la rame.
Ecrans d'information voyageurs.